# 金英煥
金 英煥（キム・ヨンファン、김영환、1921年1月8日 - 1954年3月4日）は大韓民国の軍人。韓国空軍創設者の1人。父に金埈元。兄に金貞烈。

## 人物

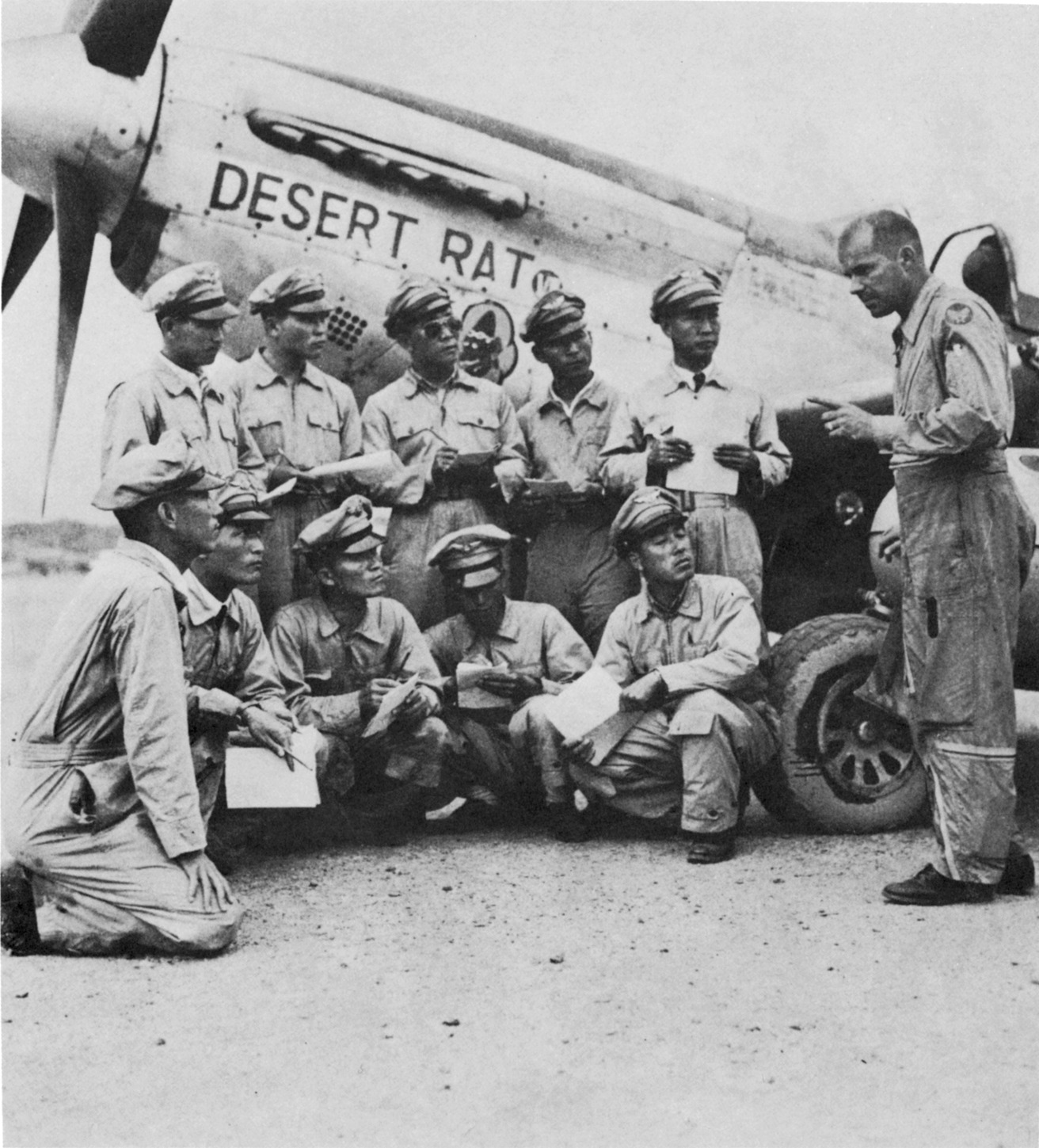
1950年6月27日、P-51を受領し米軍将校から説明を受ける韓国空軍要員
前列左端が金英煥

1921年1月 に生まれる。1939年3月、京畿公立高等学校卒業。卒業後は津田沼飛行学校に入学。1944年、関西大学入学。航空部におり、学生航空の鳥人として有名であったという。1945年、学徒出陣して陸軍予備士官学校に入学。卒業後は砲兵少尉となり咸興地区で終戦を迎えた。
1946年1月、軍事英語学校卒業、任少尉（軍番10016番）。第6連隊の創設に参加して同連隊A中隊長。隊員の多くが共産主義で意見が合わず、ついに集団で殴打される事件が起きると中隊長を辞した。のちに総司令部高級副官。
1947年4月、統衛部情報局長代理。米軍顧問を説得して、1948年9月1日に航空基地部隊が編成された。のちに航空基地部隊は陸軍航空隊となり1949年10月に韓国空軍が誕生した。金英煥は、1948年4月に航空幹部要員として陸軍歩兵学校に入校して同年5月2日に卒業。朝鮮警備士官学校で米式訓練を受けて、5月14日、陸軍少尉に任官（軍番50007番）。陸軍航空総監部に勤務した。1948年7月、陸軍航空基地司令部に配属され、副官兼人事参謀。1949年3月から空軍飛行団に異動して朝鮮戦争勃発時は空軍飛行団参謀長であった。李根晳などと共にマスタング操縦要員として板付に派遣される。
1951年8月、第1戦闘飛行団第10戦闘飛行戦隊長。同年9月、江陵前進基地司令官。1952年6月、第1戦闘飛行団副団長。1953年2月、第10戦闘飛行団長。第一線指揮官として活躍した。1951年12月のパルチザン討伐作戦では、海印寺爆撃命令を受けたが高麗八万大蔵経保護のため爆撃を中止した。
休戦後の1953年12月、第1訓練飛行団長に就任。1954年1月、准将に昇進。同年3月、第10戦闘飛行団創設記念行事で飛行中乗機が墜落して死亡。
大韓民国空軍の象徴である「赤いマフラー」を考案した人物である。同名映画の主人公ともされる。

## 叙勲
- 金星忠武武功勲章 - 1951年
- エア・メダル - 1952年
- 共匪討伐記章 - 1952年
- 朝鮮戦争従軍記章（英語版） - 1952年
- 大統領綬章 - 1953年
- 金星乙支武功勲章 - 1953年
- 大統領綬章 - 1954年
- 国連従軍記章（英語版） - 1954年
- 功労勲章 - 1954年
- 金冠文化勲章 - 2010年

## 参考
- 佐々木春隆『朝鮮戦争/韓国篇 上巻 建軍と戦争の勃発前まで』原書房、1976年。
- “대한민국 공군 "클릭 e 공군소식"입니다”. 2014年6月1日閲覧。
- “金英煥” (韓国語).   戦争記念館. 2015年12月25日閲覧。